# Честер (Каліфорнія)
Честер (англ. Chester) — переписна місцевість (CDP) в США, в окрузі Плумас штату Каліфорнія. Населення — 2187 осіб (2020).

## Географія
Честер розташований за координатами 40°18′6″ пн. ш. 121°13′57″ зх. д. / 40.30167° пн. ш. 121.23250° зх. д. (40.301675, -121.232503).  За даними Бюро перепису населення США в 2010 році переписна місцевість мала площу 19,08 км², з яких 18,87 км² — суходіл та 0,21 км² — водойми.

### Клімат
| Клімат : Честер         | Клімат : Честер | Клімат : Честер | Клімат : Честер | Клімат : Честер | Клімат : Честер | Клімат : Честер | Клімат : Честер | Клімат : Честер | Клімат : Честер | Клімат : Честер | Клімат : Честер | Клімат : Честер | Клімат : Честер |
| Показник                | Січ.            | Лют.            | Бер.            | Квіт.           | Трав.           | Черв.           | Лип.            | Серп.           | Вер.            | Жовт.           | Лист.           | Груд.           | Рік             |
| Абсолютний максимум, °C | 16,7            | 21,1            | 25,0            | 28,9            | 33,9            | 36,1            | 40,0            | 39,4            | 36,7            | 32,2            | 24,4            | 16,7            | 40,0            |
| Середній максимум, °C   | 5,4             | 7,6             | 10,4            | 14,5            | 19,7            | 24,8            | 29,6            | 29,1            | 25,7            | 19,1            | 10,2            | 5,6             | 16,8            |
| Середній мінімум, °C    | −6,8            | −5,4            | −3,8            | −2              | 1,4             | 4,8             | 7,1             | 6,3             | 3,4             | −0,3            | −3,4            | −6,3            | −0,4            |
| Абсолютний мінімум, °C  | −23,9           | −23,3           | −19,4           | −15             | −10             | −4,4            | −2,8            | −2,8            | −9,4            | −11,1           | −16,1           | −26,7           | −26,7           |
| Норма опадів, мм        | 152             | 131             | 105             | 56              | 39              | 21              | 7               | 7               | 16              | 48              | 96              | 131             | 808             |
| Днів з опадами          | 11              | 10              | 10              | 8               | 6               | 4               | 1               | 1               | 3               | 5               | 9               | 10              | 78,0            |
| ----------------------- | --------------- | --------------- | --------------- | --------------- | --------------- | --------------- | --------------- | --------------- | --------------- | --------------- | --------------- | --------------- | --------------- |
| Джерело: WRCC           |                 |                 |                 |                 |                 |                 |                 |                 |                 |                 |                 |                 |                 |

## Демографія
Згідно з переписом 2010 року, у переписній місцевості мешкали 2144 особи в 943 домогосподарствах у складі 581 родини. Густота населення становила 112 особи/км².  Було 1237 помешкань (65/км²).
Расовий склад населення:
| - 91,1 % — білих - 2,1 % — корінних американців - 1,0 % — азіатів - 0,5 % — чорних або афроамериканців - 0,2 % — вихідців з тихоокеанських островів - 1,7 % — осіб інших рас |

До двох чи більше рас належало 3,4 %. Частка іспаномовних становила 8,3 % від усіх жителів.
За віковим діапазоном населення розподілялося таким чином: 21,7 % — особи молодші 18 років, 63,8 % — особи у віці 18—64 років, 14,5 % — особи у віці 65 років та старші. Медіана віку мешканця становила 44,9 року. На 100 осіб жіночої статі у переписній місцевості припадало 101,7 чоловіків;  на 100 жінок у віці від 18 років та старших — 98,7 чоловіків також старших 18 років.
Середній дохід на одне домашнє господарство  становив 47 921 долар США (медіана — 43 106), а середній дохід на одну сім'ю — 56 016 доларів (медіана — 49 970). За межею бідності перебувало 13,6 % осіб, у тому числі 17,8 % дітей у віці до 18 років та 15,6 % осіб у віці 65 років та старших.
Цивільне працевлаштоване населення становило 851 осіб. Основні галузі зайнятості: освіта, охорона здоров'я та соціальна допомога — 17,6 %, мистецтво, розваги та відпочинок — 15,0 %, будівництво — 10,2 %, науковці, спеціалісти, менеджери — 9,8 %.